# Sixtnitgern
Das Dorf Sixtnitgern ist ein Gemeindeteil in der Gemarkung Sittenbach der Gemeinde Odelzhausen im oberbayerischen Landkreis Dachau.

## Geschichte
Der Ort wurde vermutlich im 19. Jahrhundert als Waldarbeiter-Kolonie gegründet. Die Bayerische Uraufnahme erfasst dort unter dem Namen Sixtergern etwa um 1810 ein typisches Straßendorf mit 16 Zweiunddreißigstel-Höfen bzw. Gütl (gemeine oder bloße Sölde) ohne eigene Wirtschaftsflächen (ohne Flur). Der Namenseintrag in der Karte lautete "Sixtergern", um 1860 auch Sixtengern, und wurde später auf Sixtnitgern ausgebessert.
Der dortige Dorfbrunnen wurde 1873 von König Ludwig II. finanziert. Das Dorfwirtshaus wechselte 1904 den Besitzer und es wurde an die Vorfahren des heutigen Betreibers verkauft.
Am 1. Januar 1931 wurde Sixtnitgern nach Sittenbach eingemeindet, das wiederum am 1. Januar 1976 zu Odelzhausen kam. Im Ortschaften-Verzeichnis von 1925 ist die damalige Landgemeinde mit einer Fläche von 145,96 Hektar, 29 Wohngebäuden und 122 Einwohnern verzeichnet. Im Amtlichen Ortsverzeichnis von 1987 steht das Dorf mit 169 Einwohnern in 48 Gebäuden bzw. 62 Wohnungen.